# Exagon Motors

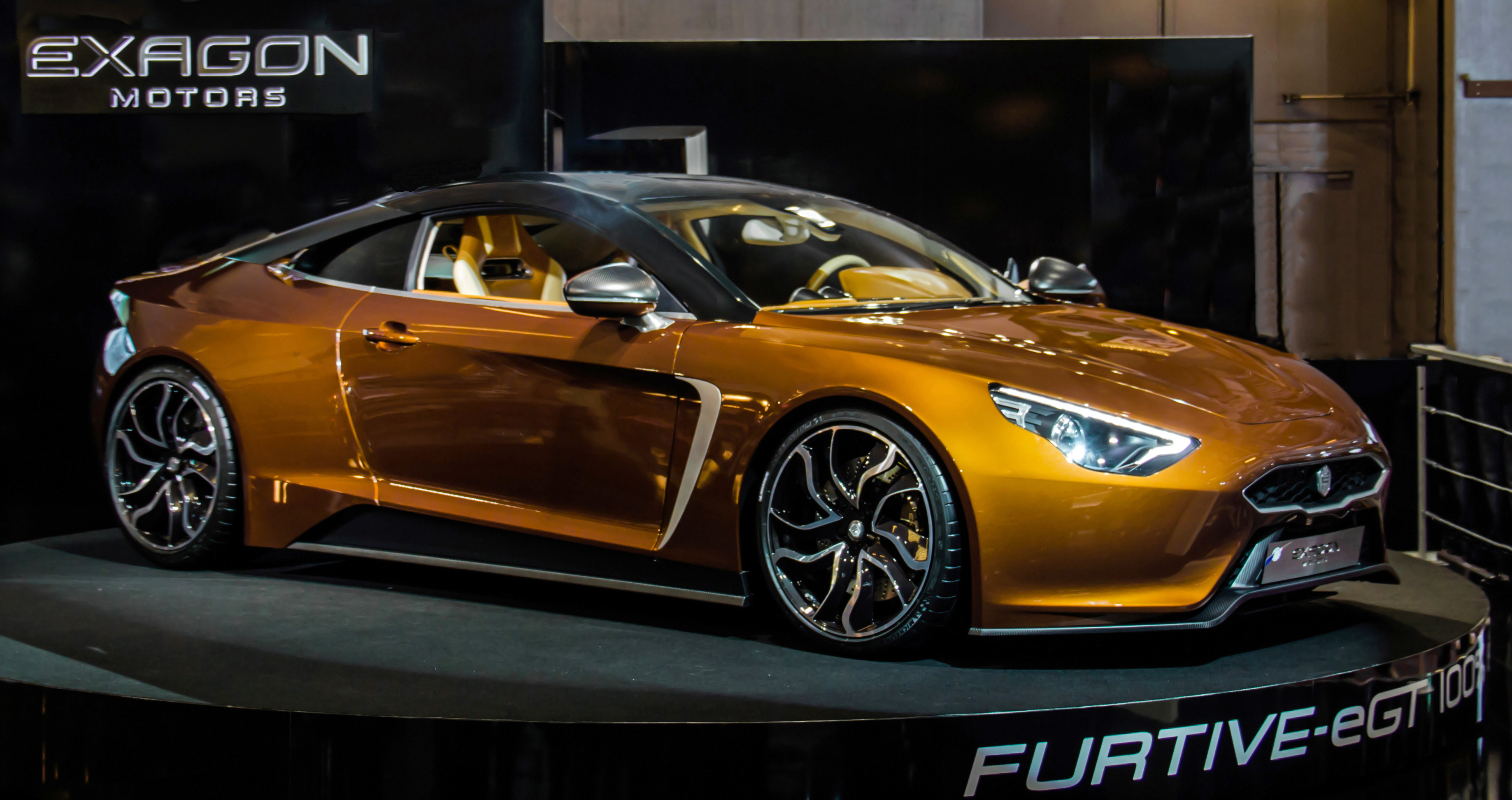
La Furtive e-GT

Exagon Motors est un constructeur automobile français spécialisé dans les voitures sportives électriques, ainsi qu'une écurie de course automobile française basée sur le Circuit de Nevers Magny-Cours. Elle participe aux championnats WTCC, Supercopa Seat Leon et Trophée Andros.
Depuis 2009, Exagon propose et met au point les voitures électriques du Trophée Andros Électrique,. Ces Andros Car ont été utilisées à l'occasion du Grand Prix de Pau en 2011 lors des premières courses de véhicules électriques sur circuit.

## Historique
Exagon Motors a été fondé par Luc Marchetti et se situe sur le technopôle du circuit de Magny-Cours. L'écurie obtient ses premiers lauriers lors de l'hiver 2005 en préparant la Kia Rio qui permet à Yvan Muller de remporter le Trophée Andros et de récidiver l'année suivante.
Avec moins de réussite, l'équipe participe à divers championnats comme le FFSA GT, le FIA GT, le championnat de France de rallycross...
C'est à partir de 2007 que la participation au WTCC devient régulière avec le pilote belge Pierre-Yves Corthals puis avec le pilote marocain Mehdi Bennani.

## Furtive e-GT
Lors du Mondial de l'automobile de Paris 2010, Exagon Motors présente le prototype d'une GT électrique, la Furtive-eGT,. Cette voiture d'exception est conçue en collaboration avec Siemens pour la propulsion, Saft pour les batteries lithium-ion et Michelin pour les pneumatiques.
Elle est équipée de deux moteurs de 148 kW développant 402 ch et la production n'est pas prévue avant 2014.

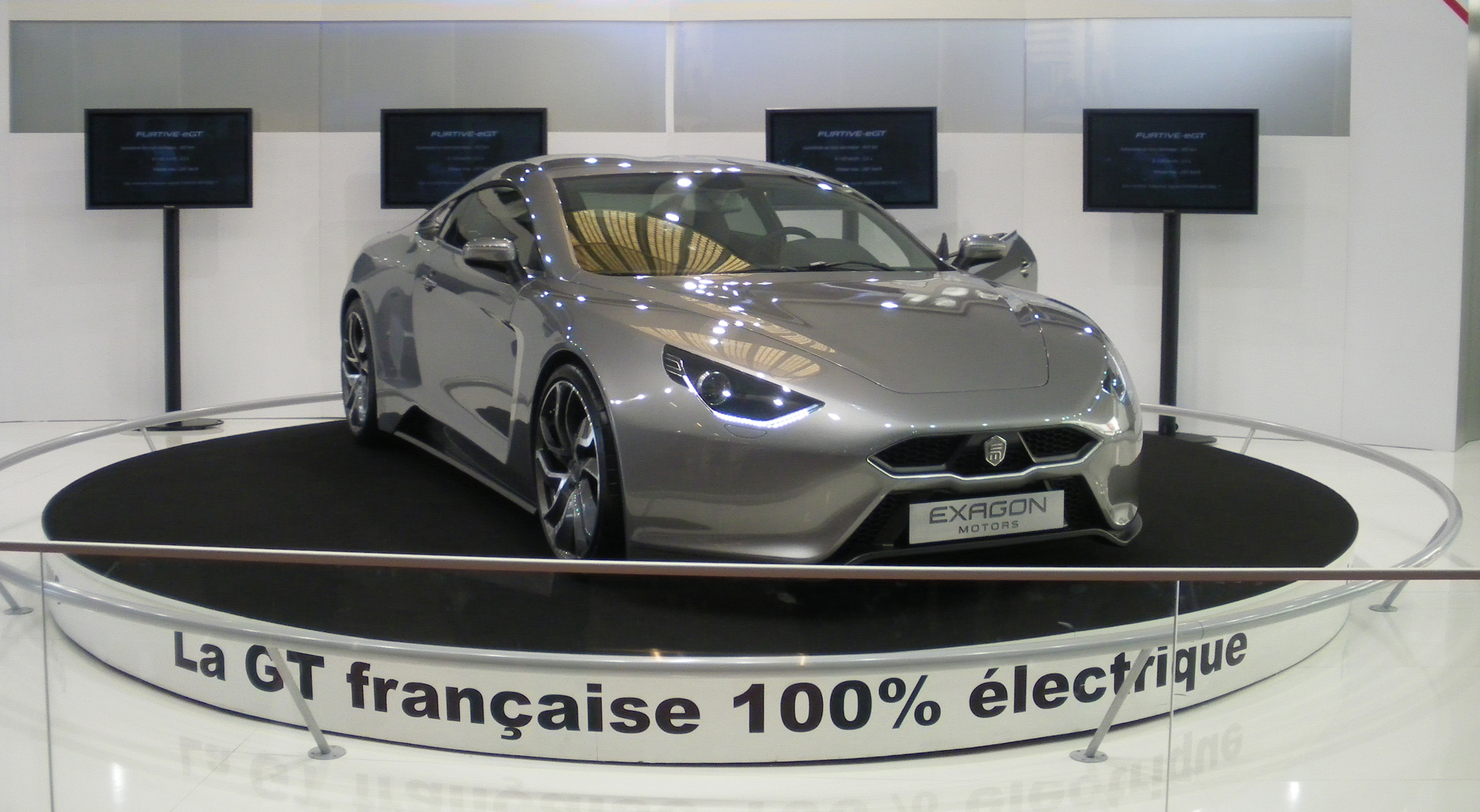
Furtive e-GT au Mondial de l'automobile 2010, Paris
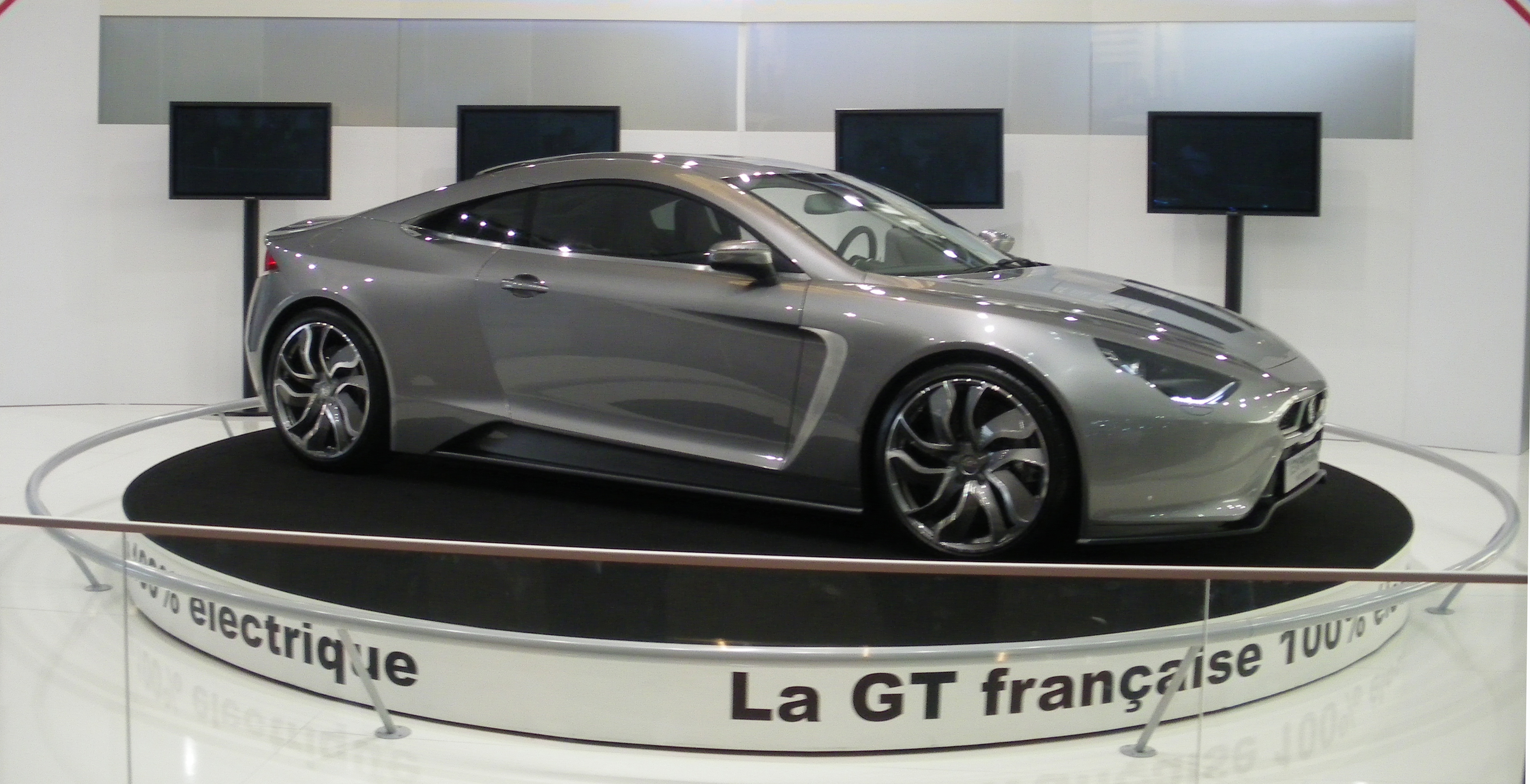
Furtive e-GT au Mondial de l'automobile 2010, Paris